# Krieg um den Agacher-Streifen
Der Krieg um den Agacher-Streifen (auch Weihnachtskrieg, und Malisch-Burkinischer Grenzkonflikt, französisch Guerre de la Bande d’Agacher) war ein vom 25. bis zum 30. Dezember 1985 von den beiden westafrikanischen Staaten Mali und Burkina Faso geführter Grenzkrieg.

## Kriegsursachen
Der Grenzkonflikt wurzelte in jahrzehntealten Streitigkeiten um vier Dörfer in dem 160 km langen und 30 km breiten Wüstenstreifen Agacher, den Mali kontrollierte und in dem reichhaltige Bodenschätze (wie Erdgas, Mangan, Titan und Uran) vermutet werden. Nach der von Frankreich in der Kolonialzeit festgelegten Grenzziehung gehörte das Gebiet zu Burkina Faso, Mali versuchte jedoch die Grenze militärisch zu revidieren.

## Vorgeschichte (Erster Agacher-Konflikt)
Bereits im Dezember 1974 war es zu einem Grenzkonflikt zwischen Mali und Burkina Faso (damals noch Obervolta) gekommen, in welchem der spätere burkinische Präsident Thomas Sankara als Hauptmann die Einheiten Obervoltas befehligte. Da es damals nur sporadische Schusswechsel gab, wird dieser Konflikt nicht als Krieg angesehen.
Durch die Vermittlung des senegalesischen Präsidenten Léopold Sédar Senghor verständigten sich Mali und Obervolta darauf, eine Schlichtungskommission aus Vertretern der Regierungen von Togo, Niger, Guinea und Senegal einzusetzen. Diese Kommission beschloss ihrerseits, zur Festsetzung des Grenzverlaufes eine gemeinsame Expertenkommission (commission technique neutre), bestehend aus drei Kartographen, einem Ethnologen, einem Juristen und einem Sekretär einzusetzen. Doch dazu kam es nicht.

## Der „Weihnachtskrieg“
Anlässlich einer landesweiten Volkszählung in Burkina Faso betraten am 14. Dezember 1985 einige der damit betrauten Beamten eine Siedlung, die nach Auffassung der malischen Regierung zu ihrem Territorium gehörte. Deshalb schritten malische Grenzsoldaten gegen die Volkszähler ein. Burkinische Soldaten kamen den Landsleuten zur Hilfe. Der malische Präsident, General Moussa Traoré, forderte seinen burkinischen Amtskollegen Thomas Sankara auf, seine Truppen zurückzuziehen. Dies geschah am 20. Dezember. Gleichwohl griffen malische Truppen am 25. Dezember 1985 an. Daraufhin ordnete die Regierung von Burkina Faso die Generalmobilmachung an. Sechs Tage lang, bis zum 30. Dezember 1985, kam es entlang der Grenze zu mehreren Scharmützeln. Die Zahl der Opfer ist unbekannt, sie wird auf mehr als 100 geschätzt. Die meisten Toten fanden sich unter der Zivilbevölkerung, die bei der Bombardierung bzw. dem Beschuss der burkinischen Orte Ouahigouya, Nassoumbo und Djibo einerseits und des malischen Ortes Sikasso andererseits ums Leben kamen.

## Waffenstillstand
Am 26. und am 27. Dezember 1985 scheiterten zwei Versuche des libyschen Ministers für afrikanische Einheit, Ali Abdel Salam al-Traiki, und der Organisation für Afrikanische Einheit (OAU), ein Waffenstillstandsabkommen zu erreichen. Einen dritten Anlauf unternahm der westafrikanische Verteidigungspakt Accord de non-agression et de défense (ANAD), dem außer den beiden Konfliktparteien die Staaten Senegal, Elfenbeinküste, Mauretanien, Niger und Togo angehörten. Diese Initiative hatte schließlich am 30. Dezember 1985 Erfolg.

## Schiedsspruch des Internationalen Gerichtshofes
Mali und Burkina Faso riefen gemeinsam den Internationalen Gerichtshof (IGH) in Den Haag an, um die Lage zu stabilisieren. Am 10. Januar 1986 forderte der IGH in einem vorläufigen Spruch beide Seiten zum freiwilligen Rückzug ihrer Truppen auf. Bei einer Konferenz der ANAD am 17. Januar 1986 in Yamoussoukro (Elfenbeinküste) erklärten sich die Staatschefs von Burkina Faso und Mali bereit, ihre Truppen in die jeweiligen Ausgangsstellungen zurückzunehmen. Eine Kommission aus Vertretern Libyens, Nigerias, Malis, Burkina Fasos und der OAU sollte die Einhaltung der Abmachungen überwachen.
Am 22. Dezember 1986 verkündete der IGH das Urteil, demzufolge Burkina Faso der südliche Teil des umstrittenen Grenzstreifens, das sogenannte „Drei-Flüsse-Gebiet“, zugesprochen wurde, während Mali den nördlichen Bereich um die „vier Dörfer“ erhielt. Beide Staaten nahmen das Urteil an.